# Mudas. Museu de Arte Contemporânea da Madeira
Mudas. Museu de Arte Contemporânea da Madeira, eller Centro das Artes – Casa das Mudas, är ett portugisiskt konstcenter för samtida konst, beläget i Calheta på  Madeira. Calheta ligger cirka 24 kilometer väster om Madeiras huvudstad Funchal. Anläggningen är ritad av den portugisiske arkitekten Paulo David.

## Historik
Ett museum för samtida konst etablerades 1992 i São Tiago-fästningen i Funchals historiska centrum, i samband med att São Tiago-fästningen som dessförinnan tillhört militären överfördes till Madeiras regionala regering. Fästningen byggdes 1614 som försvar för Funchalbukten, under perioden då ön var under spanskt styre.
Samlingarna består av samtida portugisisk konst från 1960 och fram till idag, och byggdes runt en tidigare kollektion av skulpturer från Funchals stad. De ursprungliga skulpturerna ställdes ut temporärt från 1986 i Quinta Magnólia i Funchal, före flytten till São Tiago-fästningen.
I oktober 2015 flyttade museet för samtida konst till konstcentret Casa das Mudas i Calheta. Anläggningen som skapats av arkitekten Paulo David invigdes 2004. I anslutning till flytten ändrades museets namn till Mudas.

## Bildgalleri

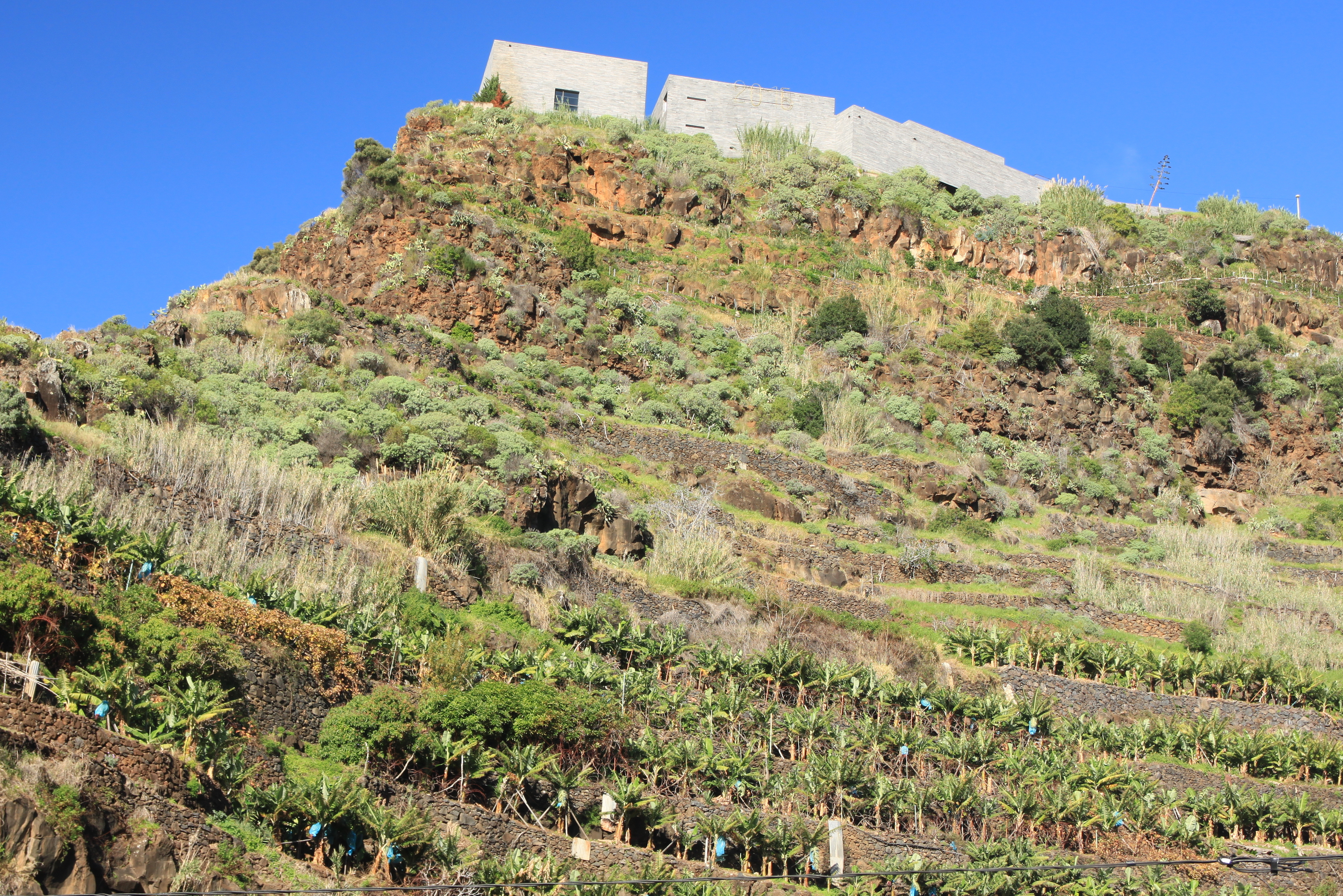
Museet uppe på en bergstopp
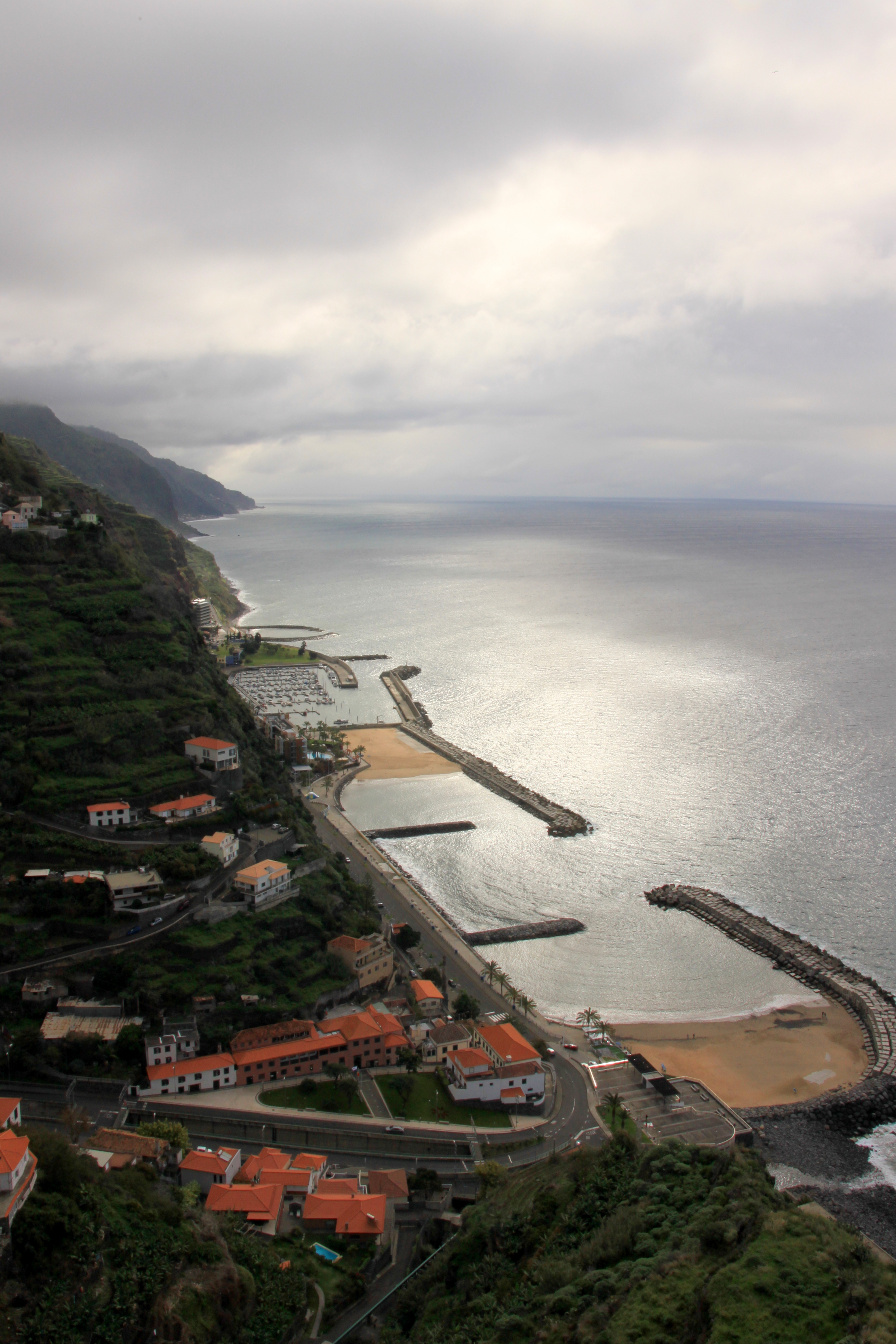
Utsikt
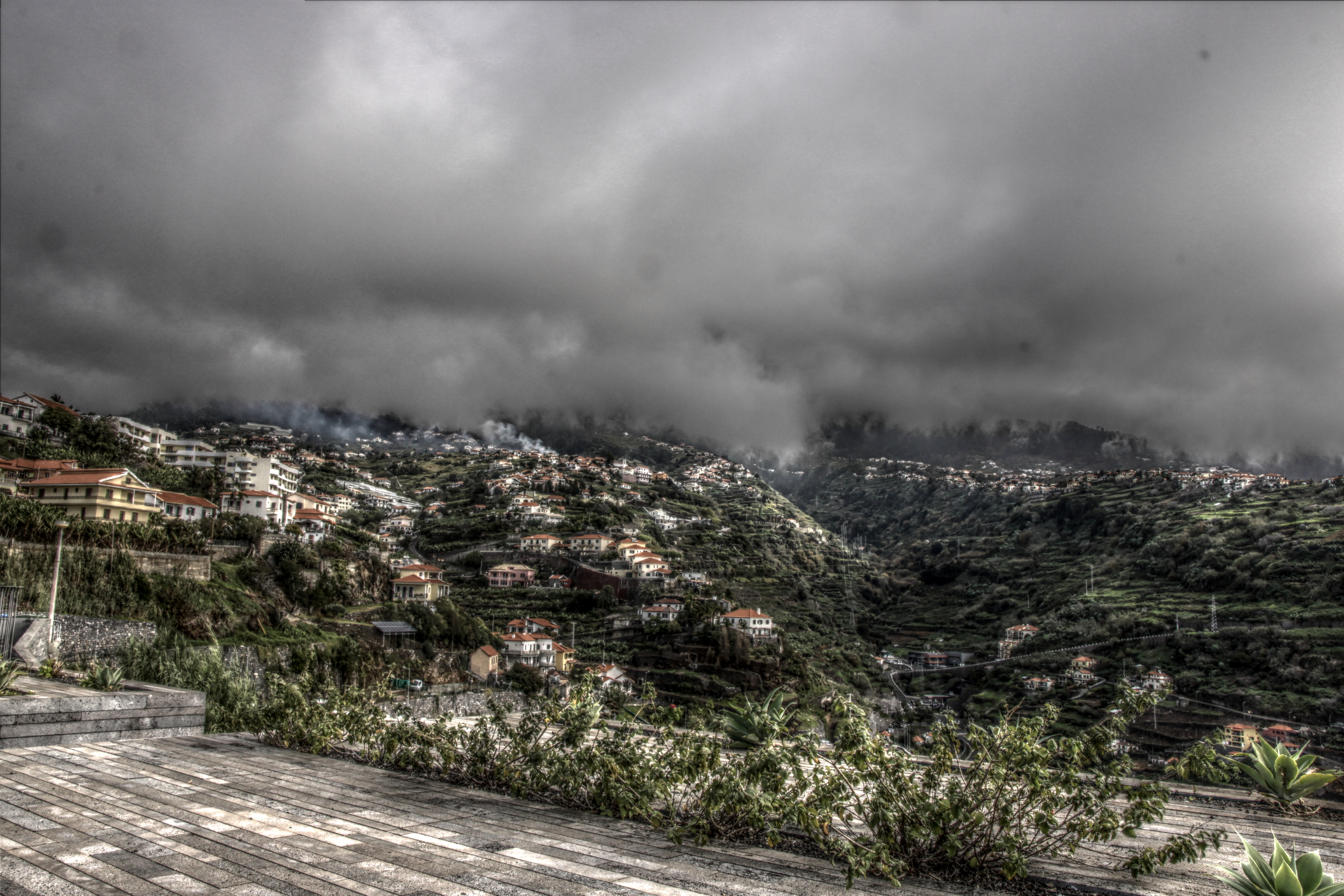
Utsikt
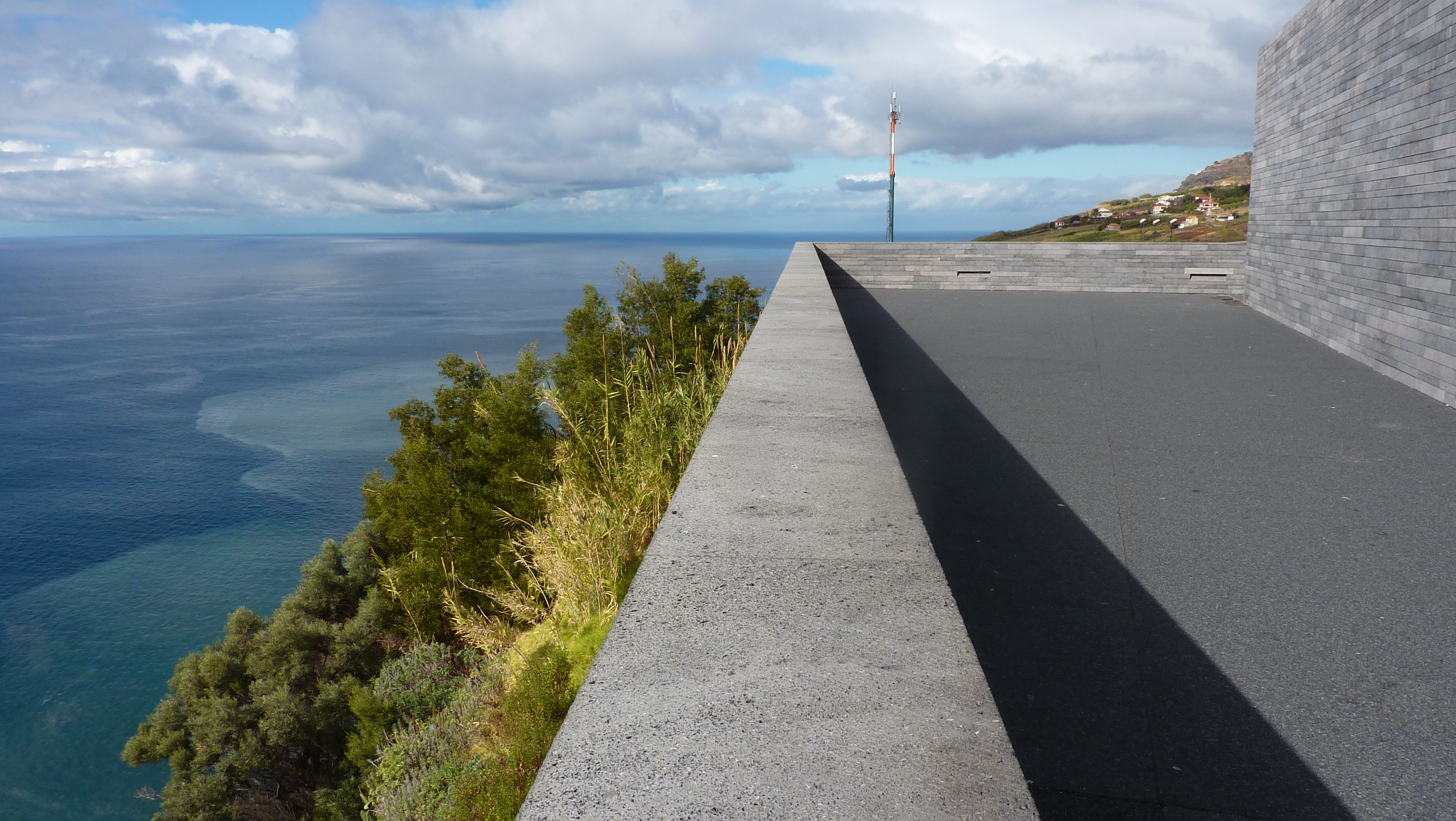
Utsikt mot väst